# Julio Comesaña
Julio Avelino Comesaña López (Montevideo, 10 marzo 1948) è un allenatore di calcio ed ex calciatore uruguaiano naturalizzato colombiano, di ruolo centrocampista.
Campione di Colombia sia da giocatore che da tecnico, è conosciuto anche per il suo temperamento acceso, che gli ha causato diversi problemi sia in campo che in panchina: nel 1976 malmenò un suo compagno di squadra in seguito ad una sessione di allenamento, mentre nel 1991 ebbe un diverbio con il suo giocatore Javier Ferreira, al termine del quale lo aggredì fisicamente; inoltre, nel 1992 ricevette una multa da 1.500.000 pesos e dieci giornate di squalifica dal tribunale sportivo della Dimayor per frasi offensive durante una sfida tra il Junior e l'Atlético Nacional.

## Carriera

### Giocatore
Dopo aver giocato nel suo paese e in Argentina, arrivò in Colombia nel 1972, venendo messo sotto contratto dal Millonarios, trasferendosi poi all'Atlético Junior, con cui vinse il campionato nazionale nel 1977 sotto la guida del tecnico Juan Ramón Verón; durante il suo periodo in Colombia venne anche naturalizzato. Si ritirò poi nel 1981 con la maglia dell'Independiente Medellín.

### Allenatore
Iniziò ad allenare con la stessa squadra che l'aveva visto chiudere la carriera da calciatore, guidandola in tutto fino al 1986: in seguito, dopo aver occupato la panchina del Deportivo Cali, si trasferì in Paraguay per allenare il Club Guaraní di Asunción. Nel 1991 venne assunto per la prima volta dall'Atlético Junior, squadra a cui legherà il suo nome per diversi anni a venire: dopo aver lasciato il club, vi tornò nel 1992, vincendo il campionato l'anno successivo e rimanendovi fino al 1994, quando fu esonerato in seguito alla decisione della dirigenza della società. Fu pertanto sostituito da Carlos Restrepo, che vinse il titolo nel 1995, mentre Comesaña si accordò con l'Independiente Santa Fe. Tornò al Junior nel 1996, mentre nel 1998 ricoprì vari incarichi nell'Independiente Medellín. Allenò poi in Ecuador, prima di tornare nuovamente a Barranquilla nel 2007, lasciando l'incarico nel 2009 e venendo rimpiazzato da Diego Umaña.

## Palmarès

### Giocatore

#### Competizioni nazionali
- Campionato colombiano: 1

Atlético Junior: 1977

### Allenatore

#### Competizioni nazionali
- Campionato colombiano: 1

Atlético Junior: 1993
- Copa Colombia: 1

Atlético Junior: 2017